# Ꜿ
Cette page contient des caractères spéciaux ou non latins. S’ils s’affichent mal (▯, ?, etc.), consultez la page d’aide Unicode.
Ꜿ (minuscule ꜿ), appelé c réfléchi pointé, est un symbole et une lettre additionnelle de l’alphabet latin utilisée comme abréviation dans l’écriture du latin pour con, com, ainsi qu’en portugais pour us et os au Moyen Âge dans l’écriture wisigothique.

## Utilisation
Le lettre con ou us ‹ Ꝯ ꝯ › et sa lettre supérieure ‹ ꝰ › sont aussi utilisées pour les mêmes abréviations.

## Représentations informatiques
Le c réfléchi pointé peut être représenté avec les caractères Unicode (Latin étendu D) suivants :
| formes    | représentations | chaînes de caractères | points de code | descriptions                              |
| --------- | --------------- | --------------------- | -------------- | ----------------------------------------- |
| capitale  | Ꜿ               | Ꜿ                     | U+A73E         | lettre majuscule latine c réfléchi pointé |
| minuscule | ꜿ               | ꜿ                     | U+A7EF         | lettre minuscule latine c réfléchi pointé |